# بحيرة تونيتا
بحيرة تونيتا (المعروفة أيضًا باسم بحيرة تونيتا) هي بحيرة تقع في بلدة الجنوب الشرقي، نيويورك، شمال قرية بروستر. بحيرة تونيتا لديها شاطئ واحد في الجنوب الشرقي.يمكن لسكان المدينة وضيوفهم الوصول إليه. بالإضافة إلى المسابح الترفيهية، تقدم بحيره تونيتا دروسًا في السباحة مع رجال الإنقاذ المدربين ومدربي السلامة المائية. مئات الأطفال يسجلون سنوياً في دروس السباحة.
في عام 2004، أنشأ مجلس المدينة اللجنة الاستشارية في بحيرة تونيتا المساعدة في الحفاظ على جودة بحيرة تونيتا وتحسينها. تبلغ مساحة البحيرة 73 فدانًا (300.000 متر مربع) تعرضت صلاحية البحيرة واستخداماتها الترفيهية للتهديد بسبب الغطاء النباتي المائي الغازي. وفي عام 2006، تم إطلاق 475 من سمك الشبوط العشبي ثلاثي في البحيرة لمحاولة لتقليل الغطاء النباتي الزائد.تم استخدام سمك الشبوط في جهود مماثلة في بحيرة ماهوباك وبحيرة الكرمل المجاورة. دفعت وفرة المياه الأوراسية الزيتية المسؤولين إلى وضع 2565 عشب الكربوهيدرات في بحيرة ماهوباك في عام 1994. اكد المسؤولون إن غزو الحشائش كان تحت السيطرة خلال عامين ولا يزال كذلك حتى اليوم.